# Stuttgarter Hütte
Stuttgarter Hütte je horská chata nacházející se v Lechtalských Alpách nedaleko od městečka Lech. Nachází se v rakouské spolkové zemi Tyrolsku téměř na hranici s Vorarlberskem.

## Poloha
Chata byla postavena v roce 1910 v nadmořské výšce 2310 m v sedle Krabachjochs mezi horskými vrcholy Krabachspitze (2522 m) a Erlispitze (2634 m) na hranici rakouských spolkových zemí Tyrolsko a Vorlarbesko. V roce 1962 byla postavena zásobovací lanovka od horské restaurace Trittalp nad obcí Zürs.

## Přístup
- Nejjednodušší přístup je od Lechu lanovkou na Rüfikopf a odtud po horském chodníku po značené ceste přes Ochsengümple a Rauhekopfscharte cca 2 hodiny s převýšením cca 400 m
- Dále je možné vystoupat od obce Zürs cca 600 výškových metrů po Endressově cestě za cca dvě hodiny
- Další přístupová cesta z Lechu přes Wösterjoch a Rauhekopfscharte trvá cca 4 ½ hodiny s převýšením cca 900 m
- cesta od obce Steeg údolím Krabachtal trvá cca 5 hodin s převýšením cca 1200 m

## Sousední chaty a přechody
- Ulmer Hütte nad Vallugaschulter a Valfagehrjoch, jištěná cesta, asi 3 a půl hodiny. Odbočka na vrchol Valluga (2809 m) je rovněž možná a pak cesta trvá o 1 hod více
- Ulmer Hütte přes Trittscharte, 3 hodiny. Úsek na Trittscharte je kvůli sněhovým a ledovým plochám u Pazielferners velmi problematický, bez maček je neschůdný i v pozdním létě / na podzim.
- Leutkircher Hütte přes Erlijoch a na Stapfetobel cca 4 hod.
- Ravensburger Hütte v Lechquellengebirge, sestup do vesnice Zürs a pak přes Madlochjoch 4 hodiny

## Horolezecky dostupné vrcholy
- Trittwangkopf, 2482 m, po travnatých svazích, ½ hodiny
- Erlispitze, 2634 m, SZ hřeben I + 1 hodina
- Fanggekarspitze, 2640 m, kamenitým terénem 1 ½ hodiny
- Valluga, 2809 m, značená turistická jištěná trasa, 3 hodiny
- Roggspitze, 2747 m, severní bok Normální I-II, mnoho lezeckých cest, zejména v jižní stěně
- Trittkopf, 2720 m I +, 2 hodiny, označené, přes NO-back